# Balama
Balama é uma vila moçambicana, sede do distrito homónimo, na província de Cabo Delgado.
O topónimo deriva do nome de uma montanha, Mpharama, que se localiza a 2 km da vila.

## História
Balama é mencionada pela primeira vez como posto militar da Companhia do Niassa em 1917, pertencente ao Concelho do Mêdo, a primeira unidade administrativa colonial nesta região, sediado em Montepuez. No contexto da Primeira Guerra Mundial o posto foi atacado por tropas alemães em 10 de Dezembro desse ano.
Entre 1940 e 1950, Balama foi uma das povoações comerciais criadas na Circunscrição de Montepuez, tornando-se depois sede de um posto administrativo, primeiro dessa mesma circunscrição e, a partir de 1969, da Circunscrição de Namuno.
A povoação foi elevada ao estatuto de vila em 25 de Julho de 1986, o que coincidiu com a criação do distrito. Desde 2022 é também um município com órgãos locais eleitos. O novo município é governado por um Presidente do Conselho Municipal eleito e nas primeiras eleições autárquicas no município em 2003 foi eleito:
| Tomada de posse | Presidente do Conselho Municipal | Partido |
| --------------- | -------------------------------- | ------- |
| 2024            | Mansur Cassamo                   | Frelimo |

## Infraestrutura
A vila é possui serviços públicos e privados, como um Centro de Saúde, uma Escola Secundária e, desde 2018, o Instituto Agrário de Balama. O aumento da actividade económica decorrente da exploração mineira levou à abertura de uma agência de um banco comercial em 2019.
Quanto a transportes, a vila é atravessada pela N14 que liga as províncias de Cabo Delgado e Niassa, conectando Montepuez a leste com Marrupa a oeste. Esta estrada foi asfaltada em 2021. Outras estradas são a R760 que liga Balama à vila de Namuno; a R768 que liga ao posto administrativo de Mavala; e a R769 que liga ao posto administrativo de Impiri.